# U Persei
U Persei är en pulserande variabel av Mira Ceti-typ  i stjärnbilden Perseus.
Stjärnan varierar mellan magnitud +7,4 och 12,8 med en period av 320,26 dygn.